# Fantasia X
Fantasia X è un EP del gruppo musicale sudcoreano Monsta X, pubblicato il 22 maggio 2020.

## Tracce
1. Fantasia – 3:07
2. Flow – 3:37
3. Zone – 3:15
4. Chaotic – 3:36
5. Beautiful Night – 3:04
6. It Ain't Over – 3:11
7. Stand Up – 3:21